# Правый Генцвиш
Правый Генцвиш (груз. მარჯვენა გვენწვიში [Марджвена Генцвиши]) — село в Абхазии, в Гулрыпшском районе частично признанной Республики Абхазия, согласно административному делению Грузии — в Гульрипшском муниципалитете Абхазской Автономной Республики, на берегу реки Кодор.

## Этимология
Название Генцвиши происходит от сванского слово «генцис» (ива).

## Население
В 1959 году в селе Марджвена Генцвиши (Правый Генцвиш) жило 264 человека, в основном грузины (в Ажарском сельсовете в целом — 3239 человек, также в основном грузины. В 1989 году в селе жило 216 человек, также в основном грузины (сваны). По данным переписи населения Грузии 2002 года, в селе Правый Генцвиш (на момент переписи контролировавшимся властями Грузии) проживало 207 человек.